# Liste der Justizsenatoren von Bremen
Dies ist eine Liste der Justizsenatoren der Freien Hansestadt Bremen.

## Senatoren vor 1945, die auch für Justiz zuständig waren
- Theodor Spitta, Deutsche Demokratische Partei (DDP), zuständig für Bildungs- und Justizwesen, Senator von 1919 bis 1933
- Albert von Spreckelsen, Deutsche Volkspartei (DVP), zuständig für Justiz, Medizinalwesen und Polizei, Senator von 1920 bis 1928 und von 1931 bis 1933

## Justizsenatoren seit 1945
| Name                                                             | Amtsantritt                                              | Senat                                       | Partei             |
| Senator für Justiz                                               | Senator für Justiz                                       | Senator für Justiz                          | Senator für Justiz |
| ---------------------------------------------------------------- | -------------------------------------------------------- | ------------------------------------------- | ------------------ |
| Theodor Spitta                                                   | 6. Juni 1945 1. August 1945                              | Vagts Kaisen I                              | BDV                |
| Senator für Justiz, Verfassung und kirchliche Angelegenheiten    |                                                          |                                             |                    |
| Theodor Spitta                                                   | 28. November 1946 22. Januar 1948 29. November 1951      | Kaisen II Kaisen III Kaisen IV              | BDV                |
| Senator für Justiz und Verfassung                                |                                                          |                                             |                    |
| Erich Zander                                                     | 28. Dezember 1955                                        | Kaisen V                                    | CDU                |
| Ulrich Graf                                                      | 21. Dezember 1959                                        | Kaisen VI                                   | FDP                |
| Senator für Justiz, Verfassung und kirchliche Angelegenheiten    |                                                          |                                             |                    |
| Ulrich Graf                                                      | 26. November 1963 20. Juli 1965                          | Kaisen VII Dehnkamp                         | FDP                |
| Senator für Justiz und Verfassung                                |                                                          |                                             |                    |
| Ulrich Graf                                                      | 28. November 1967                                        | Koschnick I                                 | FDP                |
| Hans Stefan Seifriz                                              | 1. Juni 1971                                             | Koschnick I                                 | SPD                |
| Senator für Rechtspflege und Strafvollzug                        |                                                          |                                             |                    |
| Wolfgang Kahrs                                                   | 15. Dezember 1971 3. November 1975 7. November 1979      | Koschnick II Koschnick III Koschnick IV     | SPD                |
| Senator für Rechtspflege, Strafvollzug und Bundesangelegenheiten |                                                          |                                             |                    |
| Wolfgang Kahrs                                                   | 10. November 1983 18. September 1985                     | Koschnick V Wedemeier I                     | SPD                |
| Senator für Justiz, Verfassung und Sport                         |                                                          |                                             |                    |
| Volker Kröning                                                   | 15. Oktober 1987                                         | Wedemeier II                                | SPD                |
| Senator für Justiz und Verfassung                                |                                                          |                                             |                    |
| Henning Scherf                                                   | 11. Dezember 1991 4. Juli 1995 7. Juli 1999 4. Juli 2003 | Wedemeier III Scherf I Scherf II Scherf III | SPD                |
| Jens Böhrnsen                                                    | 8. November 2005                                         | Böhrnsen I                                  | SPD                |
| Ralf Nagel                                                       | 29. Juni 2007                                            | Böhrnsen II                                 | SPD                |
| Renate Jürgens-Pieper (kommissarisch)                            | 12. Februar 2010                                         | Böhrnsen II                                 | SPD                |
| Martin Günthner                                                  | 24. Februar 2010 30. Juni 2011 15. Juli 2015             | Böhrnsen II Böhrnsen III Sieling            | SPD                |
| Claudia Schilling                                                | 15. August 2019 5. Juli 2023                             | Bovenschulte I Bovenschulte II              | SPD                |